# Piuma (singolo)
Piuma è un singolo della cantante italiana Alessandra Amoroso, pubblicato il 7 aprile 2021 come primo estratto dal settimo album in studio Tutto accade.

## Descrizione
Il brano è scritto dalla stessa Alessandra Amoroso insieme a Tropico e prodotto da Francesco "Katoo" Catitti. Riguardo al significato del testo, la stessa Amoroso ha spiegato:

## Accoglienza
Piuma è stato accolto positivamente dalla critica specializzata. Alessandro Alicandri di TV Sorrisi e Canzoni ha scritto che il brano «parla di un amore finito che si sforza di non diventare un macigno nello stomaco ma il suo contrario, una piuma» concludendo che si tratta «di una sofferenza, sì, ma che viene messa alle spalle». Vincenzo Nasto di Fanpage.it ha evidenziato come «il brano racconta le insicurezze della cantante, che riesce a guardarsi dentro, e solo in questo modo è riuscita a trovare la strada per ascoltarsi. [...] La stessa piuma diventa un simbolo, che oltre a mettere da parte il passato, diventa l'immagine di riscoperta di se stessi, permettendo ad Amoroso di concentrarsi sulla nuova versione di lei».
Mario Manca di Vanity Fair, riscontra che si tratta di una canzone «dedicata a un momento particolare della vita della Amoroso» e che racconta «le luci e le ombre legate all'isolamento dell'ultimo anno e all'importanza di non spegnere mai il sorriso». Il sito All Music Italia riporta che «Piuma racconta la fine della storia d'amore di Alessandra Amoroso, una fine vista con occhi lucidi, senza rancore ma con un filo di malinconia anche se il bene, quello comunque in un angolo del cuore, non svanirà mai».

## Video musicale
Il video, diretto dagli YouNuts! è stato girato nella stessa ambientazione del singolo Sorriso grande, un appartamento che appare grigio, opprimente e claustrofobico.

## Tracce
Testi e musiche di Alessandra Amoroso e Davide Petrella.
1. Piuma – 3:48